# 23054 Томаслінч
23054 Томаслінч (23054 Thomaslynch) — астероїд головного поясу, відкритий 7 грудня 1999 року.
Тіссеранів параметр щодо Юпітера — 3,292.